# Euryglottis aper
Euryglottis aper là một loài bướm đêm thuộc họ Sphingidae. Loài này có ở Colombia, Ecuador, Venezuela và Bolivia.

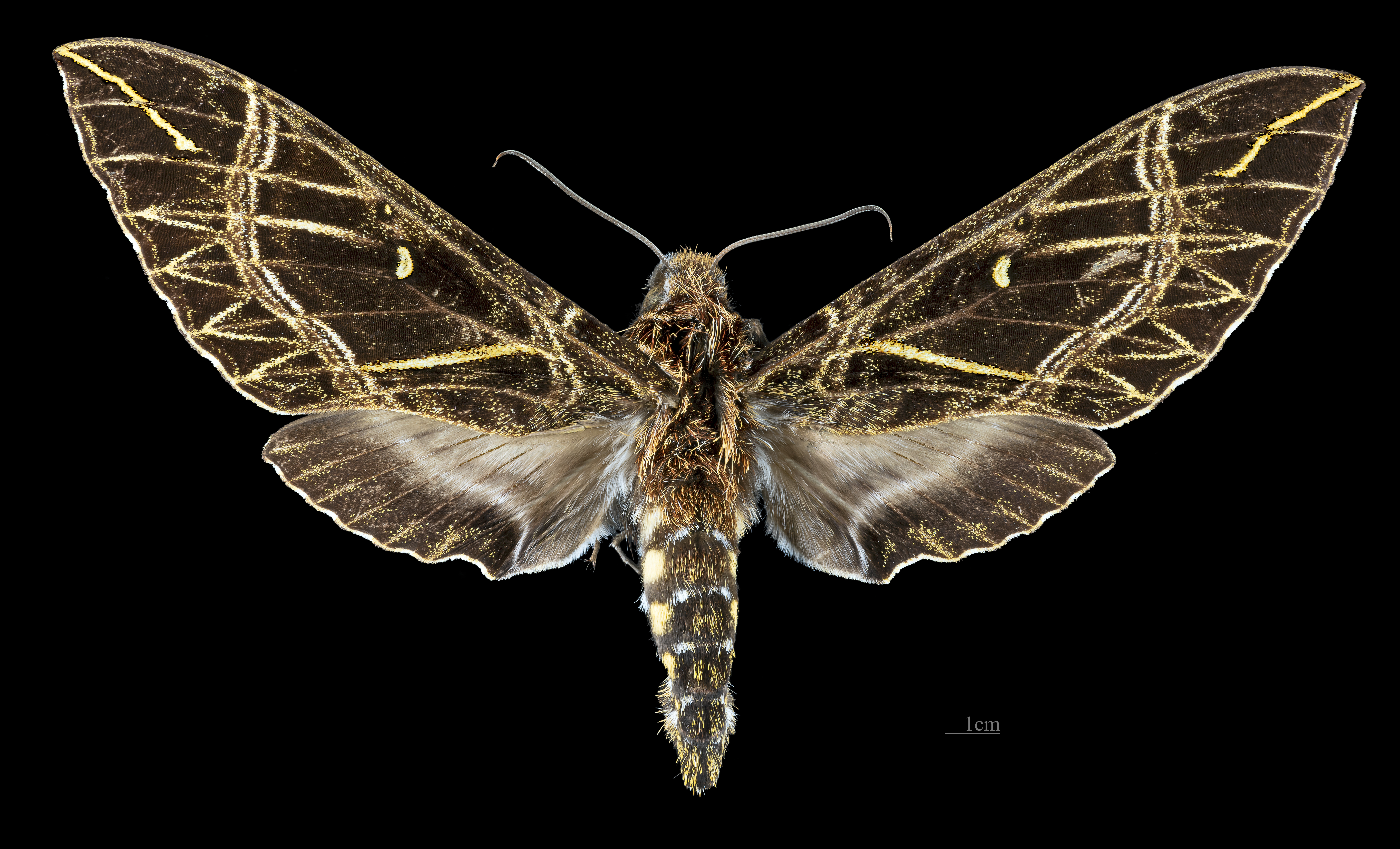
Euryglottis aper ♀
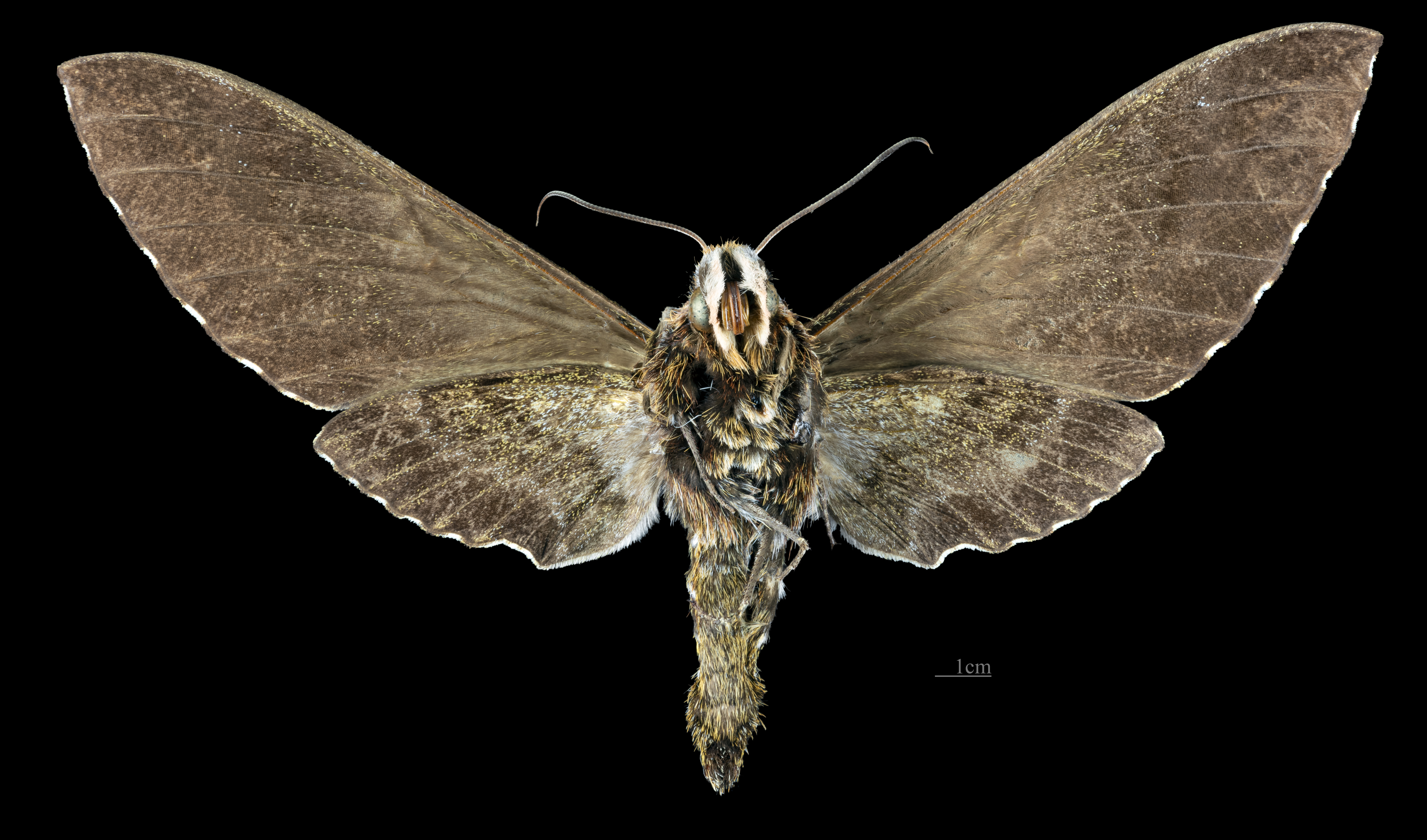
Euryglottis aper ♀ △